# Прядки (Полтавская область)
Прядки (укр. Прядки) — село, Черкащанский сельский совет,
Миргородский район, Полтавская область, Украина.
Код КОАТУУ — 5323288909. Население по данным 1982 года составляло 30 человек.
Село ликвидировано в 2003 году.

## Географическое положение
Село Прядки находится на расстоянии в 1 км от села Слюзиха (Лохвицкий район).

## История
- 2003 — село ликвидировано[1].